# Victorin Laval
 (septembre 2017).
Si vous disposez d'ouvrages ou d'articles de référence ou si vous connaissez des sites web de qualité traitant du thème abordé ici, merci de compléter l'article en donnant les références utiles à sa vérifiabilité et en les liant à la section « Notes et références ».
Élisée Victorin Marius Laval, né à L'Isle-sur-la-Sorgue le 15 janvier 1848 et mort le 15 janvier 1930 à Pernes-les-Fontaines, est un médecin militaire et historien français.

## Biographie
Victorin Laval est le fils d'Adolphe Hypolithe Laval, orfèvre, et de sa femme Victoire Adélaïde  Arnavon. Il épouse Berthe Mouret le 10 juin 1873 à Avignon.
Admis comme médecin-élève à l’École du Service de santé militaire de Strasbourg en 1867, sa scolarité est interrompue par la Guerre franco-allemande de 1870. Affecté comme médecin sous-aide-major aux ambulances de la place de Strasbourg le 31 juillet 1870, il subit le siège et le bombardement de la ville. Après la capitulation de celle-ci, il est rattaché aux ambulances du 21e corps d'armée de l’Armée de la Loire le 26 novembre. Il est témoin des divers combats dans lesquels se trouve engagé le 21e corps, commandé par l’amiral Jaurès, et de la prise du Mans. Il participe ensuite aux opérations militaire contre la Commune de Paris. Après la guerre, il est rattaché à l'École du Val-de-Grâce pour compléter ses études et est reçu docteur en la Faculté de médecine de Paris le 4 février 1872 en soutenant une thèse de doctorat intitulée : Essai critique sur le delirium tremens (Paris, Delahaye, 1872).
Successivement promu médecin aide-major de 2e classe en 1872, médecin aide-major de 1re classe en 1874, médecin-major de 2e classe en 1880 et médecin-major de 1re classe en 1888, il sert en cette qualité au sein de plusieurs corps de troupe des différentes armes. Atteint par la limite d'âge, il est admis à faire valoir ses droits à la retraite en 1904 et se retire à Avignon. Rappelé sous les drapeaux lors de la mobilisation d'août 1914, il est nommé médecin en chef de la place d'Arles jusqu'à sa radiation définitive des cadres le 31 juillet 1916.
En parallèle à sa carrière militaire, le docteur Laval poursuit une carrière savante. Il est l'auteur d'études d’épidémiologie, de médecine légale et de littérature médicale.
À ces écrits d'ordre scientifique et professionnel, s'ajoutent les travaux d'érudition qu'il consacre à l’histoire locale, portant notamment sur les grandes épidémies passées et sur l’université d’Avignon. Il est aussi un contributeur assidu du Bulletin historique et archéologique de Vaucluse.

## Publications

### Professionnelles
- Essai critique sur le delirium tremens, Éd. A. Delahaye , Paris, 1872 (Lire en ligne)
- Épidémiologie. Qu'était-ce que le tac ?, Paris, G. Masson, 1876
- Guide-formulaire des experts et des officiers de police judiciaire en matière médico-légale, Paris, L. Larose, 1880

### Historiques
- Des grandes épidémies qui ont régné à Nîmes depuis le VIe siècle jusqu'à nos jours, Éd. Clavel-Ballivet , Nîmes, 1876
- Lettres et documents pour servir à l'histoire de la peste d'Arles-en-Provence de 1720-1721, Éd. A. Catélan , Nîmes, 1878 (Lire en ligne)
- Attestation des études de Nicolas Saboly à l'Université d'Avignon, Avignon, Seguin frères, 1879 (Lire en ligne)
- Cartulaire de l'Université d'Avignon (1303-1791), Avignon, Seguin frères, 1884 (Lire en ligne)
- Inscriptions inédites de l'Université d'Avignon, publiées avec notices, Avignon, Seguin frères, 1886
- Histoire de la Faculté de médecine d'Avignon, ses origines, son organisation et son enseignement (1303-1791), Avignon, Seguin frères, 1889
- Centenaire de l'Académie de Vaucluse, Avignon, F. Seguin, 1901
- Joseph-Agricol Viala, sa naissance, sa mort, sa glorification, d'après des documents contemporains, Avignon, F. Seguin, 1903
- Discours prononcé à la Sorbonne, le 18 décembre 1904, à la cérémonie du couronnement du buste de Pétrarque, Avignon, F. Seguin, 1905
- Le général Joseph-François Dours sa vie politique et militaire, sa mort tragique, Paris, Berger-Levrault, 1912 (Lire en ligne)[3]
- (éditeur scientifique) Lettres inédites de J.-S. Rovère, membre du Conseil des Anciens... à son frère Simon-Stylite, ex-évêque constitutionnel du département de Vaucluse, publiées avec une introduction, un épilogue et des notes, Paris, H. Champion, 1908

- Victorin Laval est aussi l'auteur de nombreux articles parus dans les pages du Bulletin historique et archéologique de Vaucluse :  « L’Académie des émulateurs à Avignon au XVIIe siècle » (1879) ; « Urbain V, régent de l’université d’Avignon » (1882) ; « Les bâtiments de l’Université d’Avignon » (1880, 1881, 1882) ; « Attestation des études de Nicolas Saboly à l’Université d’Avignon » (1879) ; « Inscriptions inédites de l’Université d’Avignon » (1886) ; « État de l’Université d’Avignon en 1789 » (1889, à l’occasion du centenaire de la Révolution française) ; « Jean-François Faure, médecin et chirurgien avignonnais ; sa vie et ses travaux » (1890), etc.

## Distinctions

### Décorations
- Officier de la Légion d'honneur
- Officier d’Académie,

### Activité
- Membre de l’Académie de Vaucluse, des Académies de Nîmes et de Montauban, de la Société archéologique de Tarn-et-Garonne, etc.

### Hommage
- Une rue de L'Isle-sur-la-Sorgue porte son nom.
- Un prix littéraire destiné à récompenser un ouvrage traitant d'histoire locale a été baptisé de son nom[4]

## Sources
- Mémoires de l'Académie de Vaucluse, p. 138-140, Avignon, Séguin, 1929.